# Canton de Vichy-2
Le canton de Vichy-2 est une circonscription électorale française du département de l'Allier, créée par le décret du 27 février 2014 et entrant en vigueur lors des élections départementales de 2015.
Il est l'un des 19 cantons du département et il couvre le sud de la commune de Vichy et intégralement les communes d'Abrest et de Saint-Yorre

## Histoire
Un nouveau découpage territorial de l'Allier entre en vigueur en mars 2015, défini par le décret du 27 février 2014, en application des lois du 17 mai 2013 (loi organique 2013-402 et loi 2013-403). Les conseillers départementaux sont, à compter de ces élections, élus au scrutin majoritaire binominal mixte. Les électeurs de chaque canton élisent au Conseil départemental, nouvelle appellation du Conseil général, deux membres de sexe différent, qui se présentent en binôme de candidats. Les conseillers départementaux sont élus pour six ans au scrutin binominal majoritaire à deux tours, l'accès au second tour nécessitant 12,5 % des inscrits au premier tour. En outre la totalité des conseillers départementaux est renouvelée. Ce nouveau mode de scrutin nécessite un redécoupage des cantons dont le nombre est divisé par deux avec arrondi à l'unité impaire supérieure si ce nombre n'est pas entier impair, assorti de conditions de seuils minimaux. Dans l'Allier, le nombre de cantons passe ainsi de 35 à 19. Le canton de Vichy-2 fait partie des neuf nouveaux cantons du département, les dix autres cantons portant la dénomination d'un ancien canton, mais avec des limites territoriales différentes.

## Représentation
| Période élective | Période élective | Mandat | Mandat   | Identité           | Nuance | Nuance | Qualité |
| ---------------- | ---------------- | ------ | -------- | ------------------ | ------ | ------ | --- |
| 2015             | 2021             | 2015   | 2021     | Frédéric Aguilera  |        | LR     | Collaborateur parlementaire (en disponibilité) 1er vice-président chargé de l'aménagement du territoire, des politiques contractuelles et de la communication 3e adjoint au maire de Vichy chargé de l'urbanisme, des travaux, des transports et des déplacements, des quartiers, de l'habitat et des technologies de l'information et de la communication (2014-2017) Maire de Vichy depuis le 6 octobre 2017, Président de la communauté d'agglomération Vichy Communauté |
| 2015             | 2021             | 2015   | 2021     | Évelyne Voitellier |        | LR     | Médecin anesthésiste réanimateur au centre hospitalier de Vichy Adjointe au maire de Vichy |
| 2021             | 2028             | 2021   | en cours | Romain Lopez       |        | DVD    | Responsable d'une agence commerciale Maire d'Abrest (depuis 2020) |
| 2021             | 2028             | 2021   | en cours | Evelyne Voitellier |        | LR     | Médecin Adjointe au maire de Vichy 10e vice-présidente chargée des personnes en situation de handicap et des politiques de prévention |

### Résultats détaillés

#### Élections de mars 2015
À l'issue du premier tour des élections départementales de 2015, deux binômes sont en ballottage : Frédéric Aguilera et Evelyne Voitellier (UMP, 43,09 %) et Claudine Capdevila et Jean Cretier (FN, 25,9 %). Le taux de participation est de 46,99 % (5 987 votants sur 12 741 inscrits) contre 53,8 % au niveau départemental et 50,17 % au niveau national.
Au second tour, Frédéric Aguilera et Évelyne Voitellier (UMP) sont élus avec 70,46 % des suffrages exprimés et un taux de participation de 45,42 % (3 568 voix pour 5 788 votants et 12 742 inscrits).

#### Élections de juin 2021
Le premier tour des élections départementales de 2021 est marqué par un très faible taux de participation (33,26 % au niveau national). Dans le canton de Vichy-2, ce taux de participation est de 33,8 % (4 198 votants sur 12 421 inscrits) contre 36,56 % au niveau départemental. À l'issue de ce premier tour, deux binômes sont en ballottage : Romain Lopez et Evelyne Voitellier (DVD, 74,96 %) et Stéphanie Moubamba et Arnaud Petelet-Valero (Union à gauche avec des écologistes, 25,04 %).
Le second tour des élections est marqué une nouvelle fois par une abstention massive équivalente au premier tour. Les taux de participation sont de 34,3 % au niveau national, 37,8 % dans le département et 33,87 % dans le canton de Vichy-2. Romain Lopez et Evelyne Voitellier (DVD) sont élus avec 74,71 % des suffrages exprimés (2 969 voix pour 4 207 votants et 12 422 inscrits),,.

## Composition
Le canton de Vichy-2 est composé de : 
1. deux communes entières, Abrest et Saint-Yorre
2. la partie de la commune de Vichy non incluse dans le canton de Vichy-1 c'est-à-dire au sud d'une ligne définie d'est en ouest depuis la limite territoriale de la commune de Cusset par les voies suivantes : allée Mesdames, rue d'Alsace, rue du Champ-de-Foire, place Jean-Épinat (voie Ouest), boulevard de la Mutualité, place Pierre-Victor-Léger, rue du 11-Novembre, rue Beauparlant, rue de Paris, rue Lucas, avenue du Général-Dwight-Eisenhower, rue du Parc, rue du Casino, boulevard de Russie, boulevard des États-Unis et son prolongement en ligne droite de la rue de Belgique jusqu'au  cours de la rivière Allier[1] (à travers le parc Napoléon III).

| Nom                           | Code Insee | Intercommunalité    | Superficie (km2) | Population (dernière pop. légale)                | Densité (hab./km2) | Modifier                                    |
| ----------------------------- | ---------- | ------------------- | ---------------- | ------------------------------------------------ | ------------------ | ------------------------------------------- |
| Vichy (bureau centralisateur) | 03310      | CA Vichy Communauté | 5,85             | Fraction : 13 661 (2022) Commune : 25 702 (2022) | 4 394              | modifier les données · modifier les données |
| Abrest                        | 03001      | CA Vichy Communauté | 10,46            | 2 927 (2022)                                     | 280                | modifier les données · modifier les données |
| Saint-Yorre                   | 03264      | CA Vichy Communauté | 6,35             | 2 618 (2022)                                     | 412                | modifier les données · modifier les données |
| Canton de Vichy-2             | 0318       |                     |                  | 19 206 (2022)                                    |                    | modifier les données                        |

## Démographie
En 2022, le canton comptait 19 206 habitants, en évolution de +7,22 % par rapport à 2016 (Allier : −1,38 %, France hors Mayotte : +2,11 %).
| 2013   | 2018   | 2022   |
| ------ | ------ | ------ |
| 18 680 | 17 980 | 19 206 |